# Oligonychus conostegiae
Oligonychus conostegiae är en spindeldjursart som beskrevs av Tuttle, Baker och Abbatiello 1974. Oligonychus conostegiae ingår i släktet Oligonychus och familjen Tetranychidae. Inga underarter finns listade i Catalogue of Life.